# 布鲁诺波利斯
布鲁诺波利斯是巴西圣卡塔琳娜州的一个市镇。总面积335.513平方公里，总人口3259人，人口密度9.7人/平方公里。